# REWAG
Die REWAG Regensburger Energie- und Wasserversorgung AG & Co KG ist ein regionaler Energie- und Trinkwasserversorger, der Strom, Erdgas, Wärme und Trinkwasser an etwa 200.000 Privathaushalte und Geschäftskunden liefert. Gegründet wurde die REWAG 1976, hat rund 500 Mitarbeiter und agiert in der Stadt Regensburg sowie im Umland. Seit Januar 2022 beliefert sie alle ihre Privat- und Gewerbekunden mit 100 Prozent Ökostrom.

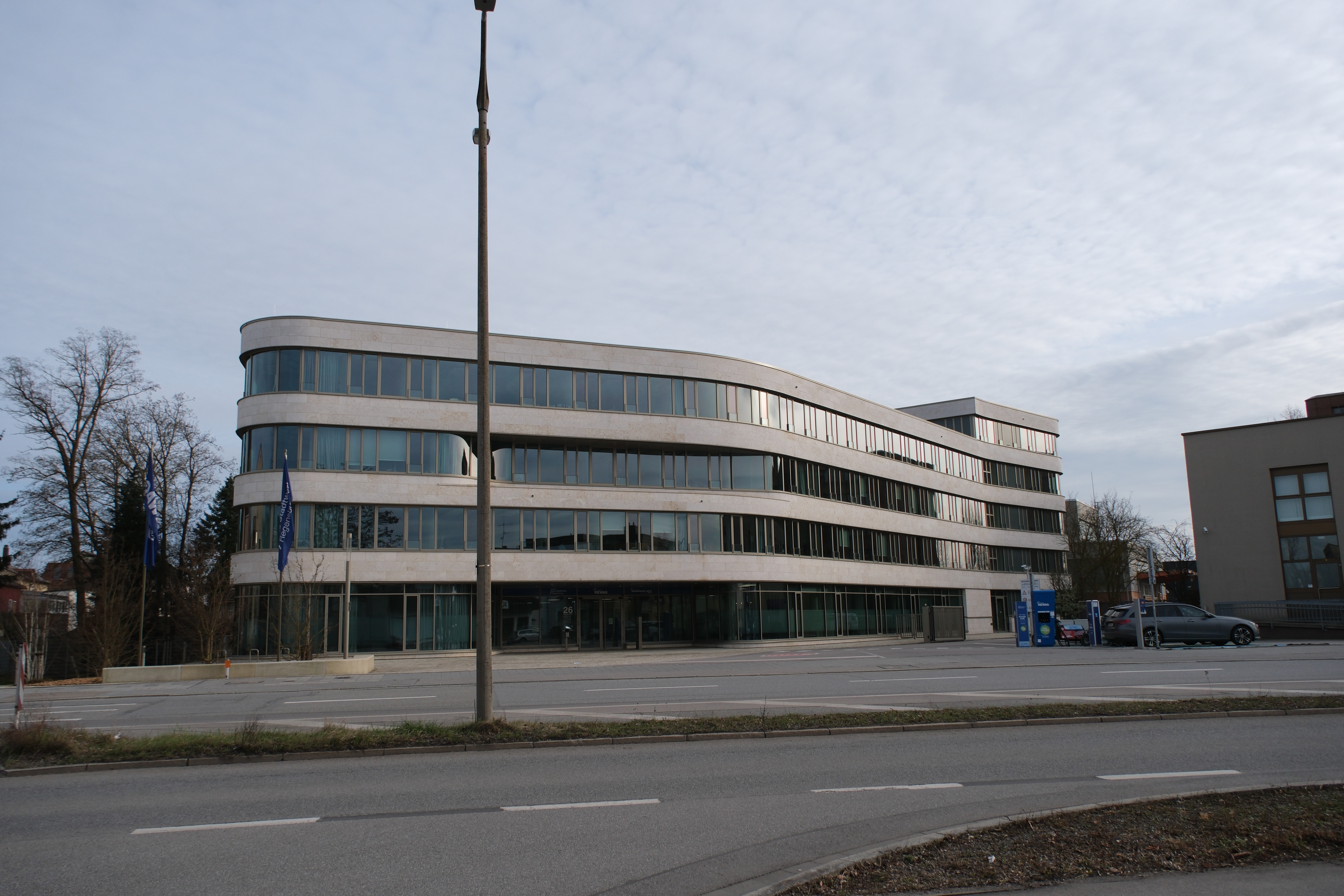
REWAG-Zentrale, Greflingerstraße 26 in Regensburg

Ihr Selbstverständnis spiegelt sich im Wandel vom reinen Energieversorger hin zu einem ökologisch ausgerichteten Energiedienstleister, der systematischen Reduktion von CO2, dem Ausbau der klimaneutralen Ladeinfrastruktur für Elektroautos oder dem aktiven Trinkwasserschutz wider. Als mehrheitlich kommunales Unternehmen sorgt die REWAG dafür, dass die Wertschöpfung des Unternehmens der Region zugutekommt. 

## Geschichte
Die REWAG Regensburger Energie- und Wasserversorgung AG & Co KG wurde am 1. Januar 1976 gegründet. Nach der Umwandlung der Stadtwerke Regensburg in die Gesellschaft Stadtwerke Regensburg GmbH (SWR) am 1. Juli 1975, wurde die stadteigene Energie- und Trinkwasserversorgung in die REWAG eingebracht, neue GmbHs für den ÖPNV, die Bäder und die Werkstätten gegründet und unter der Stadtwerke Regensburg GmbH als Holding vereint.
Die Stadt Regensburg ist über das Stadtwerk.Bäder und Arenen GmbH, einer 100-prozentigen Tochter von das Stadtwerk Regensburg GmbH, mit 64,52 Prozent an der REWAG beteiligt. Die Bayernwerk AG (100 % im Besitz von E.ON) ist mit 35,48 Prozent an der REWAG beteiligt. Vorsitzende im Aufsichtsrat/Verwaltungsrat der REWAG ist Gertrud Maltz-Schwarzfischer, Oberbürgermeisterin der Stadt Regensburg.
Das Netzgebiet der REWAG umfasst neben der Stadt Regensburg die Gemeinden Alteglofsheim, Bad Abbach, Barbing, Donaustauf, Köfering, Lappersdorf, Neutraubling, Obertraubling, Pentling, Pettendorf, Regenstauf, Tegernheim, Teugn, Wenzenbach und Zeitlarn.
Das Stromnetz ist seit 2021 im Eigentum der Regensburg Netz GmbH. Diese ist eine 100-prozentige Tochtergesellschaft der REWAG Regensburger Energie- und Wasserversorgung AG & Co KG. Seit April 2023 bilden Dr. Robert Greb (als Vorsitzender) und Sandra Wimmer den Vorstand der REWAG.

## Versorgung

### Strom
Die REWAG verkaufte im Jahr 2023 1.223,2 Mio. kWh Strom, davon produzierte sie 171,4 Mio. kWh (Stand 2023) in eigenen Anlagen, wie Photovoltaikanlagen, Windkraftanlagen, Blockheizkraftwerken und Biogasanlagen.
Aus Gründen der Nachhaltigkeit setzt die REWAG auf reinen Ökostrom. Daher wird der gesamte Strombedarf aller Privat- und Gewerbekunden zu 100 % aus erneuerbaren Energien gedeckt. Seit 2015 hat die REWAG 107 Mio. Euro in Windkraftprojekte investiert. 41 Prozent des Ökostroms – bezogen auf ihre Privat- und Gewerbekunden – erzeugt sie selbst.

### Erdgas
Die REWAG versorgt über ein derzeit 1.526 Kilometer langes Leitungsnetz über 31.000 Haushalte mit Erdgas. 2023 hat sie 1.434 Millionen kWh Erdgas an 28.755 Kunden verkauft. Das Tochterunternehmen REGAS GmbH & Co KG erzeugt aus regenerativen Quellen wie zum Beispiel Biogas-Energie. Aus der Biogasanlage Walhalla und anteilig (60 %) aus der Anlage Kallmünz (REGAS) konnten insgesamt statistisch 70,6 Mio. kWh (Vorjahr: 49,6 Mio. kWh) Biorohgas erzeugt werden.
Gasnetzbetreiber ist die REWAG KG selbst. Im Gasnetzgebiet der REWAG wurden 2023 2.270 Mio. kWh Erdgasmengen über das Verteilnetz transportiert.

### Trinkwasser
Die REWAG versorgt rund 28.600 Kunden mit Trinkwasser. Es stammt von den Wasserwerken Sallern und Oberer Wöhrd. Aus der Brunnenanlage Sallern bezieht das Unternehmen rund 80 % der etwa 10 Mio. Kubikmeter Wasser, die in einem Jahr benötigt werden. Die restlichen 20 % stammen vom Wasserwerk Oberer Wöhrd. Zur Qualitätssicherung werden 3400 Kontrollen pro Jahr im eigenen Labor sowie in Fremdlabors durchgeführt. Das Wasser weist einen Wert von 17 Grad deutscher Härte (17 °dH) auf und fällt damit in den Härtebereich „hart“.

### Wärme
Die REWAG bietet Hauseigentümern, Bauherrn, Unternehmen und Investoren mit ihrem Wärmeservice eine Komplettlösung für Heizanlagen. Die REWAG hat in jüngster Zeit neben vielen Wohnungsbauprojekten einige große Wärmeprojekte, wie die Versorgung von Infineon Technologies und Walhalla Kalk, realisiert.
Die Energie stammt hauptsächlich aus dem Betrieb von Blockheizkraftwerken sowie Wärmeanlagen. 2023 wurden 124 Mio. kWh Wärme abgesetzt.

## Engagement in der Region
Die REWAG sponsert eine Vielzahl von Projekten und Vereinen, Veranstaltungen und Aktionen im kulturellen, sportlichen wie auch sozialen Bereich in der Region Regensburg. Die Veranstaltungen REWAG-Nacht in Blau und REWAG-Klassik im Park bilden das alljährliche Highlight des Regensburger Kultursommers.

### Sponsoring
Die REWAG gründete im Dezember 1997 die Regensburger Kulturstiftung. Die Erträge daraus fließen in Projekte der Kunst und Kultur, des Denkmalschutzes und des Heimatgedankens in der Stadt und im Landkreis Regensburg (Versorgungsgebiet).
Die Regensburger Kulturstiftung der REWAG hat seit ihrem Bestehen mehr als 600.000 Euro an Fördergeldern ausreichen können. Damit wurden mehr als 400 Projekte umgesetzt. Zudem vergibt die Regensburger Kulturstiftung seit 2008 einen Preis für herausragende kulturelle Leistungen in einer ausgewählten Sparte.
Neben der Regensburger Kulturstiftung unterstützt die REWAG das Theater Regensburg, das Kunstforum Ostdeutsche Galerie sowie verschiedene weitere Kulturveranstaltungen in der Stadt.
Die REWAG ist Sponsor der Eishockeymannschaft EV Regensburg, des Baseballteams Buchbinder Legionäre Regensburg und der Fußballmannschaft des SSV Jahn Regensburg.
Das Unternehmen unterstützt das Regensburger Kinderbürgerfest, das Bayerische Jazzweekend oder das Jugendfußballturnier REWAG-Cup. Mit der „Nacht in Blau“ lädt die REWAG seit 2005 zusammen mit dem Kunstforum Ostdeutsche Galerie alljährlich zu einem Fest in das Kunstforum und den angrenzenden Regensburger Stadtpark.
Die Aktion „Sicher mit dem Rad zur Schule“ ist seit dem Jahr 2000 eine Gemeinschaftsaktion von Verkehrspolizei, der Agentur für erlebnisorientiertes Lernen temprament-event GbR und der REWAG. 2011 sind an über 30 Schulen Fahrräder auf ihre Verkehrstauglichkeit überprüft worden.